# Руни, Джон
Джон Ри́чард Ру́ни (англ. John Richard Rooney; 17 декабря 1990, Ливерпуль, Мерсисайд) — английский футболист, полузащитник клуба «Олдем Атлетик».
Старший брат Джона, Уэйн Руни, выступал за «Эвертон» и «Манчестер Юнайтед», является лучшим бомбардиром в истории сборной Англии. Сам Джон, хотя и родился в Англии, выразил своё желание выступать за сборную Ирландии.

## Биография
Джон родился и вырос в Крокстете, районе Ливерпуля, в семье Томаса Уэйна и Джанетт Мэри Руни (в девичестве — Морри). Семья Руни имеет ирландские корни. Джон — младший ребёнок в семье, у него два старших брата, Уэйн и Грэм.
Джон перешёл в футбольную академию «Эвертона» в возрасте шести лет. В 2002 году покинул клуб.
В 2002 году Джон перешёл в «Маклсфилд Таун», а 14 июля 2008 года стал профессиональным футболистом, подписав контракт с клубом. За 4 месяца до этого, 24 марта, он дебютировал за команду в матче против «Барнета». 28 марта 2009 года забил первый в своей карьере гол в матче против клуба «Дагенем энд Редбридж».
В 2010 году Джон был на просмотре в клубах «Дерби Каунти» и «Хаддерсфилд Таун», однако контракт ему предложен не был.
Осенью 2010 году Руни отправился на просмотр в клубы MLS «Сиэтл Саундерс» и «Портленд Тимберс».
13 января 2011 года Руни был выбран клубом «Нью-Йорк Ред Буллз» во втором раунде драфта MLS. 16 апреля дебютировал за клуб, выйдя на замену в концовке встречи против «Сан-Хосе Эртквейкс». 28 июня 2011 года провёл свой первый матч в стартовом составе клуба в кубковом матче, отличившись в нём забитым мячом.
25 января 2012 года подписал контракт с американским клубом «Орландо Сити».
25 октября 2012 года присоединился к английскому клубу «Барнсли». Не сыграв за «Барнсли» ни одного матча, Джон 10 июля 2013 присоединился к «Бери».